# اچ‌ام‌اس درینگ (۱۸۷۴)
اچ‌ام‌اس درینگ (۱۸۷۴) (به انگلیسی: HMS Daring (1874)) یک کشتی بود که طول آن ۱۶۰ فوت (۴۸٫۸ متر) بود. این کشتی در سال ۱۸۷۴ ساخته شد.